# Sporting Clube de Portugal 2010-2011

## Stagione
Nella stagione 2010-2011 lo Sporting Lisbona venne allenato inizialmente da Paulo Sérgio, esonerato e sostituito José Couceiro a nove giornate dal termine del campionato, conluso al terzo posto, che valse la qualificazione in Europa League. In Taça de Portugal i Leões furono eliminati agli ottavi di finale dal Vitória Setúbal, mentre in Taça da Liga in semifinale dai concittadini del Benfica. Il cammino in Europa League si fermò ai sedicesimi di finale contro la squadra scozzese dei Rangers in virtù della regola del gol in trasferta.

## Maglie e sponsor
|  | Casa |  | Trasferta |  | Terza maglia |  | Portiere |  | 2ª Portiere |

## Rosa
| N. |                       | Ruolo | Calciatore              |
| -- | --------------------- | ----- | ----------------------- |
| 1  | Portogallo (bandiera) | P     | Rui Patrício            |
| 2  | Argentina (bandiera)  | D     | Marco Torsiglieri       |
| 3  | Portogallo (bandiera) | D     | Daniel Carriço          |
| 4  | Brasile (bandiera)    | D     | Ânderson Polga          |
| 5  | Brasile (bandiera)    | D     | Evaldo                  |
| 6  | Portogallo (bandiera) | C     | Pedro Mendes            |
| 7  | Russia (bandiera)     | C     | Marat Izmajlov          |
| 8  | Portogallo (bandiera) | C     | Maniche                 |
| 9  | Portogallo (bandiera) | A     | Carlos Saleiro          |
| 10 | Francia (bandiera)    | A     | Florent Sinama-Pongolle |
| 12 | Portogallo (bandiera) | D     | Marco Caneira           |
| 14 | Cile (bandiera)       | C     | Matías Fernández        |
| 15 | Cile (bandiera)       | C     | Jaime Valdés            |
| 16 | Portogallo (bandiera) | P     | Tiago Ferreira          |

| N. |                       | Ruolo | Calciatore      |
| -- | --------------------- | ----- | --------------- |
| 18 | Argentina (bandiera)  | D     | Leandro Grimi   |
| 20 | Portogallo (bandiera) | A     | Yannick Djaló   |
| 21 | Spagna (bandiera)     | C     | Alberto Zapater |
| 23 | Portogallo (bandiera) | A     | Hélder Postiga  |
| 24 | Portogallo (bandiera) | C     | Miguel Veloso   |
| 26 | Portogallo (bandiera) | C     | André Santos    |
| 30 | Germania (bandiera)   | P     | Timo Hildebrand |
| 31 | Brasile (bandiera)    | A     | Liédson         |
| 41 | Portogallo (bandiera) | D     | Cédric Soares   |
| 47 | Portogallo (bandiera) | D     | João Pereira    |
| 55 | Brasile (bandiera)    | C     | Tales           |
| 77 | Montenegro (bandiera) | C     | Simon Vukčević  |
| 88 | Portogallo (bandiera) | D     | João Gonçalves  |

## Statistiche

### Statistiche di squadra
| Competizione     | Punti | Totale | Totale | Totale | Totale | Totale | Totale | DR  |
| Competizione     | Punti | G      | V      | N      | P      | Gf     | Gs     | DR  |
| ---------------- | ----- | ------ | ------ | ------ | ------ | ------ | ------ | --- |
| Primeira Liga    | 48    | 30     | 13     | 9      | 8      | 41     | 31     | +10 |
| Taça de Portugal | -     | 3      | 2      | 0      | 1      | 4      | 3      | +1  |
| Taça da Liga     | 6     | 4      | 2      | 0      | 2      | 8      | 4      | +4  |
| Europa League    | 12    | 12     | 7      | 2      | 3      | 23     | 12     | +11 |
| Totale           | -     | 49     | 24     | 11     | 14     | 76     | 50     | +26 |